# ジム・ケリー
ジェームス・エドワード・ケリー（James Edward Kelly、1960年2月14日 - ）は、ペンシルベニア州ピッツバーグ出身のアメリカンフットボール選手。ポジションはクォーターバック（QB）。マイアミ大学時代からQBとして活躍し、1983年のNFLドラフトでバッファロー・ビルズに1巡14位指名でされたが入団を拒否し、当時NFLの対抗リーグとして存在したUSFLヒューストン・ギャンブラーズに入団した。その後2年でUSFLが崩壊したためビルズと契約。リーグ屈指の攻撃陣を率いてビルズを90年シーズンから4年連続スーパーボウル（第25回から第28回）へと導いた。1996年引退。プロボウル選出5回。2002年プロフットボール殿堂入り。ビルズ史上最も偉大なQBであり、パスに関する球団記録はほとんどが彼のものである。背番号12は球団初の永久欠番に指定された。

## NFL以前
イーストブレイディ高校時代に3,915ヤード44TDを挙げ州選抜に選ばれる。バスケットボールでも活躍し、州選手権準決勝まで進んだ。
マイアミ大学時代の1980年にはチームをピーチボウル出場に導いた。マイアミ大学がボウルゲームに出場するのは14年ぶりのことであった。大学通算成績は646回試投406回成功（成功率62.8％）で5,223ヤード、32タッチダウン(TD)。マイアミ大が優秀なQBを輩出することを意味する「Quarterback U」（ケリー、バーニー・コーザー、ビニー・テスタバーディ、スティーブ・ウォルシュ、クレイグ・エリクソン、ジノ・トレッタ）と呼ばれるきっかけとなった。1992年マイアミ大殿堂入り。
1983年のNFLドラフト1巡全体14位（トム・カズノーをクリーブランド・ブラウンズにトレードすることで得た指名権）でバッファロー・ビルズに指名されたが、同年USFLヒューストン・ギャンブラーズに入団。タイトエンド(TE)を付けず、ランニングバック(RB)を1人しか置かない"ラン&シュート"と呼ばれるパス偏重フォーメーションを操って、1984年には5,219ヤードを獲得、44TD、1985年までの2年間でパス9,842ヤード、83TDという好成績を残した。入団1年目の84年シーズンに最優秀選手賞受賞。2年連続オールUSFLに選ばれた。

## NFLビルズ時代
1985年シーズン限りでUSFLが崩壊したため、交渉権を有していたNFLバッファロー・ビルズに入団。1年目の1986年シーズンから全試合に先発出場して3,593ヤード22TDの活躍で一躍スターQBの仲間入りを果たした。
1988年、チームはAFCチャンピオンシップゲームまで進出したが、ディック・ルボーディフェンスコーディネーターが、後半よりラインバッカー1人とランに強いセイフティ1人をコーナーバック1人、パスに強いセイフティと交代させる戦術の前にパス30回中14回成功163ヤードに抑えられ、3インターセプト、3サックを浴びて10-21で敗れた。この試合の後半ケリー率いるビルズオフェンスはボールを9分4秒しか保持できなかった。
1985年入団のワイドレシーバー(WR)アンドレ・リード、1988年入団のRBサーマン・トーマスらを擁する「ハイパーオフェンス」と呼ばれる強力な攻撃陣を率いて1990年シーズンにはAFC王者となり、第25回スーパーボウル出場を果たしたが、ニューヨーク・ジャイアンツに19-20と1点差で敗れた。
翌年、パス成功率64.1%で3,844ヤードを投げて、33TD、17INT、QBレイティグ97.6をマーク、チームはトータルオフェンスでNFLトップの6,525ヤードを獲得、NFL2位の458得点をあげた。ワシントン・レッドスキンズとの第26回スーパーボウルではパス58回中28回成功、4インターセプトに終わり、24-37で敗れた。
1992年の最終週、ヒューストン・オイラーズ戦でひざを負傷、オイラーズとのワイルドカードプレーオフ、ピッツバーグ・スティーラーズとのディビジョナルプレーオフは欠場、マイアミ・ドルフィンズとのAFCチャンピオンシップゲームで復帰した。ダラス・カウボーイズとの第27回スーパーボウルでは、パス38回中22回成功、276ヤード、1TD、4インターセプト、第2Qにケン・ノートン・ジュニアのヒットで古傷のひざを負傷、途中退場している。
1993年、パス470回中288回成功、3,382ヤード、18TD、18INTの成績を残した。この年、第28回スーパーボウルを果たし、ロジャー・ストーバック、テリー・ブラッドショー、ジョー・モンタナに次いで史上4人目となるスーパーボウルで4度目の先発QBとなった（後にジョン・エルウェイ、トム・ブレイディも記録を達成。）。スーパーボウルではパス50回中スーパーボウル記録となる31回を成功、260ヤードを投げたが、1INT、TDなしに終わり、13-30で敗れた。
4年連続スーパーボウルに出場したが全て敗戦。スーパーボウル4連敗(通算0勝)という不名誉なNFL記録を作ってしまった。
しかしながら4年連続のスーパーボウル出場は4年連続AFC制覇ということであり、NFLがフリーエージェント制度やサラリーキャップ制度も未導入でチーム力が維持しやすい時代だったということを差し引いても、前人未到の偉業だったことは間違いない。
ビルズ黄金時代はそのままケリーの黄金時代と言い換えてもよく、1991年には自己ベストの3,844ヤード33TD、成功率64.1％という成績を残している。この年10月21日のシンシナティ・ベンガルズとのマンデーナイトフットボールでは5TDパスを決めて、デイブ・クレイグのMNF記録に並んだ。
サラリーキャップ制度が施行された1994年シーズンにはAFC4連覇メンバーの流出が始まり、チームは5年連続のスーパーボウル出場どころかプレーオフ進出すら逃してしまうが、ケリー自身は3,114ヤード22TDと奮闘した。1996年、2,810ヤード14TDの成績ながら現役引退。引退式のスピーチでは「バッファロー・ビルとして引退できることを誇りに思う」と語った。ともにビルズ黄金時代を築いた盟友WRアンドレ・リード、RBサーマン・トーマス、DEブルース・スミスらが、後にサラリーキャップ制度の影響もあって引退間際に他球団へと移籍せざるをえなかったことを考えれば幸せな引退といえよう。
NFL通算成績はパス4,779試投2,874回成功（成功率60.1％）。35,467ヤード237TD。ラン1,049ヤード7TD。WRアンドレ・リードとのホットラインはNFL歴代3位となる65TDを記録した。

### ノーハドルオフェンス
「ハイパーオフェンス」と呼ばれたビルズ黄金時代の攻撃陣は、ケリー自身を「引き金」になぞらえた "K-Gun" フォーメーションから繰り出される「ノーハドルオフェンス」だった。
アメリカンフットボールの攻撃は通常、サイドラインから作戦のサインを受けたQBが「ハドル」と呼ばれる円陣を組んでチームメイトに作戦を伝達することによって始まるが、ケリー率いるビルズ攻撃陣はハドルを組むことなくケリーが口頭で次の作戦を伝えながら攻撃を続けていった。
相手守備陣にとっては、選手を入れ替えたり対策を十分に練ったりすることもままならない状態で次の攻撃が始まってしまうという状況を強いられる、非常に厄介な攻撃である。
他のチームでも前後半の終了間際に多々見られるスタイルだが、ケリーの場合は1試合通じてほとんどがノーハドルだったため、ビルズ攻撃陣の代名詞となっている。

### "K-Gun"
ビルズ攻撃陣の基本フォーメーションである"K-Gun"は前述の"ラン＆シュート"にTEを1人つけた3WR1TE1RBの体型である。ランプレー時ブロッカーにもなるTEをつけることによって"ラン＆シュート"よりランプレーの幅が広がるため、RBサーマン・トーマスの能力をフルに活用できた。またTEピート・メッツェラーズまたはキース・マッケラーだけでなく、RBサーマン・トーマスもWR並みのパスキャッチ能力があったため、パスプレーの幅も広がった。テンポのいいノーハドルで"K-Gun"フォーメーションにセットして、3WR1TE1RBの全員がパスコースに散らばったところをケリーが正確にヒット、というシーンがビルズオフェンスの象徴的なシーンである。

### 真の司令塔
日本の記事ではQBのことを「司令塔」と呼ぶことがよくあるが、実際のところQBの役目はヘッドコーチ(HC)から受け取った作戦を仲間に伝え、指揮実行するというものであり、「司令塔」とはHCのことというのが正しい。しかしケリーはプレーコール(作戦)の権限をHCから委任されており、ほとんどすべてのプレーコールを自分で出す「真の司令塔」だった。だからこそ前述のノーハドルオフェンスが可能だったのである。
相手守備の陣形や傾向などを読み取る能力だけでなく、フットボールそのものへの深い理解と強いリーダーシップ、なにより首脳陣からの厚い信頼がなければならないため、このような権限を持ったQBはケリー以外ほとんどいない。近年ではペイトン・マニング(現デンバー・ブロンコス)や、アーロン・ロジャース(現グリーンベイ・パッカーズ)が挙げられるくらいである。

### QB? or notQB? エピソード1
高校卒業時に様々な大学から誘いを受けたケリーだが、地元ペンシルベニア州の名門ペンシルベニア州立大学（ペンステイト）からはQBとしてではなく、ラインバッカー(LB)としてしか誘われなかった。結局マイアミ大でQBとして成長し、NFLでも一流QBとなったケリーだが、この時の心の傷は後々まで消えなかったらしく、ビルズがプレーオフに進出したシーズンにペン州立大HCジョー・パターノに「私がQBとLBどっちに向いているか、スタジアムで見て判断して下さい」というメッセージ付きでチケットを送りつけたという。
ちなみにこの話を聞きつけた後にジャイアンツ、レイダースなどで活躍したQBジェフ・ホステトラー（第25回スーパーボウルでケリーと対戦）も、同様のメッセージとチケットをパターノに送った（ホステトラーはウェストバージニア大学に進学）。

### QB? or notQB? エピソード2
95年シーズンのワイルドカード・プレーオフでマイアミ・ドルフィンズと対戦した際、ケリーがTDを狙って投げたパスがインターセプトされてしまった。通常そうした場合のQBは、リターンをする相手守備に対して一応はタックルにいこうとするものの、怪我をする恐れがあるためあまり本気でいくことはない。
しかしケリーは猛然とタックルに向かい、ブロックしてきた相手選手のフェイスマスクを、利き腕である右手でつかむ反則(それも一番悪質とみなされ15ヤード罰退)も犯した。生まれながらのLBのような荒々しいプレーだった。
現地実況のABCは何度もVTRを流しながら「ジョー・パターノ見てますか！だからあなたはQBではなくLBとして誘ったのですね！」と爆笑していた。

### 花の83年組
ケリーがビルズに指名された1983年のドラフトはQBの当たり年であった。特に同じ1巡指名を受けたスタンフォード大学のジョン・エルウェイ(ボルチモア・コルツ→デンバー・ブロンコス)、ピッツバーグ大学のダン・マリーノ（マイアミ・ドルフィンズ）が有名である。
3人が入団したチームはともにAFCに属しており、当時NFL全体のトレンドであったパス重視の攻撃への流れはAFCに於いて、より顕著になっていった。これにより1980年代半ば以降は、強固な守備と堅実なランを売りにしたチームが多かったNFCと比較して「華麗なパスのAFC」対「ランと守備のNFC」という構図が出来上がっていった。
1984年シーズンにマリーノが3人の先陣を切って第19回スーパーボウルに出場したが敗戦。1986、1987、1989年シーズンにはエルウェイが第21回、第22回、第24回に乗り込んだがいずれも敗れた。さらにケリーも1990年シーズンから4年連続スーパーボウル（第25 - 28回）に出場したが4連敗。第31回まで13連敗を喫したAFCのうち「花の83年組」だけで8敗した。名QBでありながらスーパーボウルに勝てないまま1996年にケリーが、1999年にはマリーノが引退したため「悲運の83年組」とも呼ばれる（エルウェイは引退間際の1997、1998年に第32回、第33回スーパーボウル連覇を達成した）。

### 人物像
アイリッシュ移民の子孫ということもあって激しい気性の持ち主である。アメリカでも「タフな男」というイメージで語られることが多く、ビルズ黄金期をともに過ごしたセンター(C)のケント・ハルは「尊大なまでに自信に満ち溢れた俺たちのリーダー」という表現でケリーの強烈なリーダーシップを讃えている。

### 映画出演
1991年「NECESSARY ROUGHNESS（邦題：スーパータッチダウン）」というフットボール映画に出演、主人公チームと対戦する囚人チームの一員役だった。

### 引退後
2001年に背番号12がビルズ史上初の永久欠番に制定され、同時に本拠地ラルフ・ウィルソン・スタジアムの「名誉の壁（Wall of fame）」に、その名が刻まれることが球団から発表された。
2002年、ジョージ・アレン、デイブ・キャスパー、ダン・ハンプトン、ジョン・ストールワースとともに、プロフットボール殿堂入りを果たした。記念スピーチでは現役時代の恩師・チームメイトらへの感謝を述べた後こう締めくくった。
「私は現役時代に度々"タフな男"と称賛してもらいましたが、私の知る限り最もタフな男は、私の息子で小さな戦士ハンターです」
2人の娘を授かった後の1997年、自らの誕生日に生まれた長男ハンターは、治療困難な先天性の難病クラッベ病と戦っていた。このためケリーは同じ病気に苦しむ子供たちのために「ハンターの希望財団」を設立、2005年にハンターが天に召された後もチャリティー活動を熱心に続けている。
現在もバッファロー近郊に居を構えるケリーは、2008年にビルズの本拠地移転問題が囁かれた際にも、同じくバッファロー近郊に住むサーマン・トーマスらとともに「我々の目の黒いうちは本拠地移転などさせない」との声明を発表し、バッファロー市民を安心させた。
2009年に駐車していた車から殿堂入り記念の指輪などを盗まれたが2011年に警察の発表により2人の男が起訴され彼の手に指輪は戻った。
NFLが導入を目指しているシーズン18試合制に対して懐疑的な見方をしている。
2013年6月、あごのがん摘出手術を受けた。当初はがんが完全に除去され、放射線治療による化学療法も不要とされたが、2014年3月31日、がんが再発しており、化学放射線療法を受ける予定であることを明らかにした。